# Aleksiej Guśkow
Aleksiej Giennadiewicz Guśkow (ros. Алексей Геннадьевич Гуськов, ur. 20 maja 1958 w Brzegu) – radziecki i rosyjski aktor, producent, laureat Państwowej Nagrody Federacji Rosyjskiej (2001) oraz Ludowy Artysta Federacji Rosyjskiej (2007).

## Życiorys
Aleksiej Guśkow urodził się 20 maja 1958 roku w Brzegu w Polsce. Wkrótce potem przeniósł się wraz z rodziną do Kijowa. Po ukończeniu szkoły średniej wyjechał do Moskwy, gdzie wstąpił Wyższej Szkoły Technicznej im. Baumana. Uczył się w szkole przez prawie pięć lat, ale w 1979 roku postanowił opuścić szkołę i dostał się do szkoły aktorskiej, działającej przy moskiewskim teatrze MChAT, którą ukończył w 1983 roku. W 2007 został uhonorowany tytułem Ludowego Artysty Federacji Rosyjskiej.
Swoją karierę aktorską rozpoczął w Moskiewskim Teatrze Dramatycznym im. Puszkina, gdzie pracował od 1984 do 1986 roku. Następnie od 1986 do 1988 roku był aktorem Moskiewskiego Teatru Dramatycznego na Maloj Bronnoj, a w latach 1988–1991 aktorem Moskiewskiego Teatru im. Nikołaja Gogola. Obecnie pracuje w Państwowym Teatrze Akademickim im. Jewgienija Wachtangowa.
W 2013 roku Guśkow zagrał rolę papieża Jana Pawła II we włoskim filmie telewizyjnym na podstawie książki Sekretne życie Jana Pawła II.

## Filmografia
- 1995: Złote dno jako Garik
- 2004: Doktor Ragin jako Ragin
- 2005: Gambit turecki jako Kazanzaki
- 2008: Ten, który gasi światło jako starszy sierżant Piotr Mojsiejew
- 2008: Stritrejserzy
- 2009: Koncert jako Andriej Simonowicz Filipow
- 2010: Dom Słońca jako ojciec Saszy
- 2010: Miłość - zawiłość 3 jako Eduard

i inne